# Hecamedoides pusillus
Hecamedoides pusillus är en tvåvingeart som beskrevs av Canzoneri 1989. Hecamedoides pusillus ingår i släktet Hecamedoides och familjen vattenflugor. Inga underarter finns listade i Catalogue of Life.